# Боярышник тёмно-кровавый
Боярышник тёмно-кровавый (лат. Crataegus atrosanguinea) — дерево, вид рода Боярышник (Crataegus) семейства Розовые (Rosaceae).
Плоды крупные, мясистые, сочные и приятные на вкус.
Очень декоративен, особенно во время плодоношения, которое очень обильно. В окрестностях Еревана культивируется в садах.

## Распространение и экология
В природе ареал вида охватывает Закавказье, Курдистан, северные и центральные районы Ирана.
Произрастает по склонам ущелий в кустарниках.

## Ботаническое описание
Дерево высотой до 10—12 м и при диаметре ствола 20 см. Ветви серые; молодые побеги голые, красно-бурые, несущие малочисленные, прямые колючки длиной около 1,5 см.
Листья светлые, тусклые, сизовато-зелёные, в молодости с редкими волосками, взрослые почти совсем голые. На цветущих побегах нижние листья клиновидные, с низбегающим на короткий черешок, узко-клиновидным основанием и с усечённой, надрезанно-зубчатой или трёхлопастной верхушкой; верхние — широкояйцевидные, длиной 5—8 см, с широко-клиновидным или почти срезанным основанием, обычно глубоко семираздельные, редко пятираздельные. Листья стерильных побегов более крупные, с горизонтально распростёртыми надрезанными нижними долями.
Соцветия диаметром до 8 см, голые, на цветоножках длиной 7—13 мм; цветки диаметром до 2 см; чашелистики яйцевидные, на верхушке суженные в короткое остроконечие.
Плоды диаметром 12—18 мм, шаровидные, тёмно-кроваво-красные, довольно мясистые и сочные. Косточки в числе 2.
Цветение в июне. Плодоношение в сентябре — октябре.

## Таксономия
Вид Боярышник тёмно-кровавый входит в род Боярышник (Crataegus) трибы Pyreae подсемейства Спирейные (Spiraeoideae) семейства Розовые (Rosaceae) порядка Розоцветные (Rosales).
|  |                                      |  |                                                              |                                                              |                   |  | ещё 8 семейств (согласно Системе APG III) | ещё 8 семейств (согласно Системе APG III)    |                                              |  |  |  | ещё 7 триб (согласно Системе APG III)         | ещё 7 триб (согласно Системе APG III)         |  |  |  |  | ещё от 200 до 300 видов | ещё от 200 до 300 видов |
|  |                                      |  |                                                              |                                                              |                   |  | ещё 8 семейств (согласно Системе APG III) | ещё 8 семейств (согласно Системе APG III)    |                                              |  |  |  | ещё 7 триб (согласно Системе APG III)         | ещё 7 триб (согласно Системе APG III)         |  |  |  |  | ещё от 200 до 300 видов | ещё от 200 до 300 видов |
|  |                                      |  |                                                              | порядок Розоцветные                                          |                   |  |                                           |                                              | подсемейство Спирейные                       |  |  |  |                                               | род Боярышник                                 |  |  |  |  |                         |                         |
|  |                                      |  |                                                              | порядок Розоцветные                                          |                   |  |                                           |                                              | подсемейство Спирейные                       |  |  |  |                                               | род Боярышник                                 |  |  |  |  |                         |                         |
|  | отдел Цветковые, или Покрытосеменные |  |                                                              |                                                              | семейство Розовые |  |                                           |                                              | триба Pyreae                                 |  |  |  | вид Боярышник тёмно-кровавый                  |                                               |  |  |  |  |                         |                         |
|  | отдел Цветковые, или Покрытосеменные |  |                                                              |                                                              |                   |  |                                           |                                              |                                              |  |  |  |                                               |                                               |  |  |  |  |                         |                         |
|  |                                      |  | ещё 44 порядка цветковых растений (согласно Системе APG III) | ещё 44 порядка цветковых растений (согласно Системе APG III) |                   |  |                                           | ещё 8 подсемейств (согласно Системе APG III) | ещё 8 подсемейств (согласно Системе APG III) |  |  |  | ещё около 60 родов (согласно Системе APG III) | ещё около 60 родов (согласно Системе APG III) |  |  |  |  |                         |                         |
|  |                                      |  |                                                              | ещё 44 порядка цветковых растений (согласно Системе APG III) |                   |  |                                           |                                              | ещё 8 подсемейств (согласно Системе APG III) |  |  |  |                                               | ещё около 60 родов (согласно Системе APG III) |  |  |  |  |                         |                         |